# Burka Band
Burka Band, ook wel Blue Burka Band, was van 2002 tot circa 2005 een rockgroep uit Kaboel. De formatie bestond uit drie Afghaanse vrouwen die in boerka's waren gehuld.
De Burka Band werd in 2002 opgericht in de staatsmuziekschool Institute of Learning Music in Kaboel, tijdens een workshop die de goedkeuring kende van het Afghaanse ministerie van Cultuur. Het wordt wel de eerste serieuze Afghaanse rockband genoemd en bleef bij elkaar tot circa 2005. Tot een jaar voor de oprichting was Kaboel in handen van de Taliban. In die tijd stond op het bezit van een muziekinstrument nog de doodstraf.
De workshop werd gegeven door drie voormalige leden van de Duitse band Fehlfarben: Kurt Dahlke, Frank Fenstermacher en Saskia von Klitzing. Ter plekke werd de Burka Band geformeerd met drie Afghaanse vrouwen. De videoclip werd in het geheim opgenomen. De single Burka blue kreeg in Duitsland veel airplay en was daar een clubhit. De band trad ook op in Duitsland. Aanvankelijk werd ook nog gewerkt aan het nummer Kabul, Kabul, geïnspireerd op New York, New York van Frank Sinatra.

## Discografie
Single2
- 2002: Burka blue
- 2002: No burka

Ep
- 2004: Burka blue